# Венелин Венков
Венелин Петков Венков (болг. Венелин Петков Венков; нар. 21 квітня 1982, Оряхово, Врачанська область) — болгарський борець греко-римського стилю, срібний призер чемпіонату Європи, учасник Олімпійських ігор.

## Біографія
Боротьбою почав займатися з 1995 року. Дворазовий срібний призер чемпіонатів Європи серед юніорів (2000 і 2002 р.р.). Перший — тренер Тодор Здравков. Виступав за клуб «Славія-Літекс» Софія. Тренер — Братан Ценов.

## Виступи на Олімпіадах
| Змагання                    | Збірна   | Вагова категорія | Місце |
| --------------------------- | -------- | ---------------- | ----- |
| Літні Олімпійські ігри 2008 | Болгарія | 55 кг            | 8     |

## Виступи на Чемпіонатах світу
| Змагання                        | Збірна   | Вагова категорія | Місце |
| ------------------------------- | -------- | ---------------- | ----- |
| Чемпіонат світу з боротьби 2005 | Болгарія | 55 кг            | 21    |
| Чемпіонат світу з боротьби 2006 | Болгарія | 55 кг            | 5     |
| Чемпіонат світу з боротьби 2007 | Болгарія | 55 кг            | 30    |
| Чемпіонат світу з боротьби 2010 | Болгарія | 55 кг            | 5     |
| Чемпіонат світу з боротьби 2011 | Болгарія | 55 кг            | 32    |

## Виступи на Чемпіонатах Європи
| Змагання                         | Збірна   | Вагова категорія | Місце  |
| -------------------------------- | -------- | ---------------- | ------ |
| Чемпіонат Європи з боротьби 2004 | Болгарія | 55 кг            | 16     |
| Чемпіонат Європи з боротьби 2006 | Болгарія | 55 кг            | Срібло |
| Чемпіонат Європи з боротьби 2007 | Болгарія | 55 кг            | 5      |
| Чемпіонат Європи з боротьби 2008 | Болгарія | 55 кг            | 13     |

## Виступи на Кубках світу
| Змагання                    | Збірна   | Вагова категорія | Місце |
| --------------------------- | -------- | ---------------- | ----- |
| Кубок світу з боротьби 2011 | Болгарія | 55 кг            | 7     |
| Кубок світу з боротьби 2012 | Болгарія | 55 кг            | 13    |

## Виступи на інших змаганнях
| Змагання                                 | Збірна   | Вагова категорія | Місце  |
| ---------------------------------------- | -------- | ---------------- | ------ |
| Олімпійський кваліфікаційний турнір 2004 | Болгарія | 55 кг            | 15     |
| Золотий Гран-прі з боротьби 2006         | Болгарія | 55 кг            | 5      |
| Турнір Дана Колова — Николи Петрова 2007 | Болгарія | 55 кг            | Золото |
| Міжнародний меморіал Дейва Шульца 2008   | Болгарія | 55 кг            | 4      |
| Турнір Дана Колова — Николи Петрова 2008 | Болгарія | 55 кг            | Золото |
| Турнір Дана Колова — Николи Петрова 2009 | Болгарія | 55 кг            | Срібло |
| Гран-прі Німеччини з боротьби 2009       | Болгарія | 55 кг            | 5      |
| Турнір Дана Колова — Николи Петрова 2010 | Болгарія | 55 кг            | Срібло |
| Турнір Дана Колова — Николи Петрова 2011 | Болгарія | 55 кг            | Срібло |
| Кубок Владислава Питлясінського 2011     | Болгарія | 55 кг            | Срібло |
| Турнір Дана Колова — Николи Петрова 2012 | Болгарія | 55 кг            | 7      |